# Metaprionota sculpta
Metaprionota sculpta är en fjärilsart som beskrevs av Felder 1874. Metaprionota sculpta ingår i släktet Metaprionota och familjen nattflyn. Inga underarter finns listade i Catalogue of Life.